# Gare d'Antioch
La  gare d'Antioch (ou Antioch–Pittsburg (Amtrak station)) est une gare ferroviaire des États-Unis située à Antioch en Californie; Elle est desservie par Amtrak. C'est une gare sans personnel.

## Histoire
Elle est mise en service en 1990.

## Service des voyageurs

### Desserte
- Lignes d'Amtrak[1] :
  - Le San Joaquins: Oakland - Bakersfield